# اوبرود
اوبرود (به آلمانی: Oberrod) یک شهر در آلمان است که در وستروالدکرایس واقع شده‌است. اوبرود ۷۳۸ نفر جمعیت دارد.